# Your Local Guardian
Your Local Guardian là sự thay đổi thương hiệu hàng loạt của một số tờ báo địa phương lấy tên chung là Your Local Guardian và tên các tờ báo được đặt tên tương tự nhau, sau đó thêm tên của địa phương mà nó đưa tin. Nội dung báo hàng tuần bao gồm chủ yếu tin tức địa phương, cộng đồng, thể thao, giải trí, cơ hội việc làm cũng như nhà cửa, ô tô và các sự kiện địa phương. Your Local Guardian chuyển đến Croydon Guardian giữ trang web chính yourlocalguardian.co.uk.
Các tờ báo hiện được gọi là Your Local Guardian bao gồm:

## Sutton & Croydon Guardian
Đây là kết quả của sự hợp nhất của:
- Croydon Guardian (cho Khu vực Croydon của London, Nam London và các khu vực lân cận Hounslow, Kingston, Sutton, Merton, Wandsworth, London & Surrey)
- Sutton Guardian (cho các vùng Sutton, Cheam, Carshalton, Hackbridge và Wallington)

Nhà xuất bản chị em khác ở các địa phương khác và còn được gọi là Your Local Guardian bao gồm:
- Bromley News Shopper
- Wimbledon Guardian
- Streatham Guardian
- Wandsworth Guardian sau đó là Wandsworth Times
- Lewisham News Shopper (cho các Quận Lewisham và Greenwich của London)
- Epsom Guardian

Tờ báo cũng tiếp tục trực tuyến tích cực thông qua những nền tảng sau đây:
- Trang web chính tại https://yourlocalguardian.co.uk
- Trang Facebook tại https://www.facebook.com/yourlocalguardian/ bao gồm tin tức, thể thao và giải trí từ tây nam London và bắc Surrey bao gồm Croydon, Elmbridge, Epsom, Kingston, Mitcham, Richmond, Streatham, Sutton, Twickenham, Wimbledon và Wandsworth.
- Trang Twitter https://twitter.com/localguardian đưa tin tức địa phương ở SW London & North Surrey: Clapham, Croydon, Elmbridge, Epsom, Kingston, Mitcham, Richmond, Streatham, Sutton, Twickenham, Wimbledon và Wandsworth.

## East London và West Essex Guardian
Đây là kết quả của Sê-ri the Guardian của các phiên bản Chingford, Wanstead và Woodford và Waltham Forest được hợp nhất vào năm 2018 dưới biểu ngữ Your Local Guardian bao gồm:
- Chingford Guardian
- Epping Forest Guardian
- Waltham Forest Guardian
- Wanstead and Woodford Guardian

Tờ báo giữ nguyên trang web chính https://guardian-series.co.uk/